# Majorszczyna (obwód winnicki)
Majorszczyna (ukr. Майорщина) – wieś na Ukrainie, w obwodzie winnickim, w rejonie czerniweckim. W 2001 roku liczyła 72 mieszkańców.